# Aripeka
Aripeka es un lugar designado por el censo ubicado en el condado de Pasco en el estado estadounidense de Florida. En el Censo de 2010 tenía una población de 308 habitantes y una densidad poblacional de 134,98 personas por km².

## Geografía
Aripeka se encuentra ubicado en las coordenadas 28°25′46″N 82°40′6″O / 28.42944, -82.66833. Según la Oficina del Censo de los Estados Unidos, Aripeka tiene una superficie total de 2.28 km², de la cual 2.13 km² corresponden a tierra firme y (6.7%) 0.15 km² es agua.

## Demografía
Según el censo de 2010, había 308 personas residiendo en Aripeka. La densidad de población era de 134,98 hab./km². De los 308 habitantes, Aripeka estaba compuesto por el 90.58% blancos, el 0.32% eran afroamericanos, el 0.32% eran amerindios, el 0.97% eran asiáticos, el 0% eran isleños del Pacífico, el 1.95% eran de otras razas y el 5.84% pertenecían a dos o más razas. Del total de la población el 5.19% eran hispanos o latinos de cualquier raza.